# Amay
Amay är en kommun i Belgien.   Den ligger i provinsen Liège och regionen Vallonien, i den östra delen av landet, 80 kilometer öster om huvudstaden Bryssel. Antalet invånare är 13 621.
Trakten runt Amay består till största delen av jordbruksmark. Runt Amay är det ganska tätbefolkat, med 54 invånare per kvadratkilometer.